# Estación de Simón Bolívar (Metrorrey)
La Estación Simón Bolívar forma parte de la línea 1 del sistema Metrorrey. Localizada en la Avenida Simón Bolívar En Colonia Mitras Centro. Esta estación da servicio a las Colonias Mitras Centro, Leones, Talleres y Pedro Lozano. La estación tiene facilidades para personas con discapacidad. 
El nombre de esta estación es por la localización de la misma en la Avenida Simón Bolívar. 
El logotipo de la estación es representado por el busto del general Simón Bolívar, militar y político venezolano, una de las figuras más destacadas de la Emancipación Americana frente al Imperio español junto con el argentino José de San Martín. Contribuyó de manera decisiva a la independencia de las actuales Bolivia, Colombia, Ecuador, Panamá, Perú y Venezuela. 